# David Bentley
David Michael Bentley (Peterborough, 1984. augusztus 27. –) angol labdarúgó, a Tottenham Hotspur visszavonult középpályása, de eredményesen szerepelt csatár poszton is. Játszott az angol U21-es válogatottban, valamint a felnőtt válogatott tagjaként.

## Pályafutása

### Arsenal és Norwich City
Bentley pályafutását a Wormley Football Club csapatánál kezdte Hertfordshire-ben, majd 13 évesen az Arsenal játékosa lett, ahol kezdetben csatárként játszott, majd az évek elteltével már a középpályán játszatták, többnyire szélső középpályásként. Csupán 16 éves volt, mikor az Arsenal menedzsere, Arsene Wenger meghívta, eddzen a felnőttekkel. 2003 januárjában mutatkozott be az Arsenal felnőtt csapatában, miután Kolo Touré cseréjeként lépett pályára a 77. percben az Oxford United ellen az FA-kupa harmadik körében. Első gólját a Middlesbrough elleni FA-kupa mérkőzésen szerezte 2004 januárjában egy szemtelen beíveléssel, emiatt az Arsenal veteránjával, Dennis Bergkamppal is összehasonlították.
Mindezek ellenére a teljes következő szezont a Norwich City-nél töltötte kölcsönben, ahol 26 bajnokin lépett pályára és 2 gólt szerzett. A Carrow Road-on töltött szezonját egy januárban szerzett sérülés árnyékolta be. Csak 2005 áprilisában tért vissza a pályára a Manchester United ellen, és kulcsszerepet játszott a Norwich 2–0-s győzelmében. 
Jó formájuk ellenére a Kanárik a szezon utolsó napján kiestek az élvonalból, Bentley pedig 2005 nyarán visszatért az Arsenalba.

### Blackburn Rovers
Bentley-t több klubbal is szóba hozták ezután, majd 2005 augusztusában újabb egy évre kölcsönadta az Arsenal, ezúttal a Blackburn Rovers-nek. 2006 januárjában a Blackburn bejelentette, hogy a játékost állandó szerződéssel leigazolták az Arsenaltól. Első mérkőzésén Blackburn játékosként megszerezte első mesterhármasát a Manchester United ellen, ezzel ő lett az első játékos a Premiership történetében, aki három gólt szerzett egy mérkőzésen a Manchester ellen. Bentley a 2005-06-os szezonra már a Blackburn alapembere lett, és hozzásegítette a csapatot a 6. helyhez a bajnokságban, ami UEFA-kupa indulást jelentett.
A 2006-07-es szezonban Bentley lett a csapat legfőbb gólszerzője. Az UEFA-kupa első körében 25 méterről volt eredményes a Salzburg ellen, a Blackburn 4–2-es összesítéssel jutott a csoportkörbe, ahol győztes gólt szerzett a mérkőzés utolsó percében a Wisła Kraków ellen.

### Tottenham Hotspur
2008. július 30-án a Tottenham Hotspur megegyezett a Blackburn Rovers-szel Bentley átigazolásáról. A Tottenham 15 millió fontot fizetett a játékosért, aki hatéves szerződést írt alá. Teljesítménytől függően az átigazolás összege 2 millió fonttal emelkedhet a jövőben.
Az Arsenalban játszottam, ez köztudott. Sok tehetséges gyerek közt nőttem föl ott, de a szívem a Tottenham-é. Én egy igazi Tottenham-srác vagyok, és nagyon boldog. Remélem, hogy a Spurs felzárkózik az Arsenal-hoz, és én ennek aktív részese akarok lenni. Ezt tényleg csak folyamatos csúcsteljesítménnyel tudjuk megvalósítani. A Spurs sok pénzt költött most, az Arsenal-nak pedig szintén jó csapata van. Meglátjuk, ki jut majd előrébb.

Az, hogy ennél a klubnál játszhatom, az egész világot jelenti nekem. Gyerekként mindig ezt a csapatot figyeltem, Gazza volt a kedvenc játékosom. Minden haverom Tottenham-drukker, és mindegyikük állandó bérletes is, így a szívem minden darabja ehhez a klubhoz köt. Csak 10 percre lakok a Lane-től, de sosem volt semmi bajom, hogy másik csapatban játszottam. Mindegyik srácnak Tottenham-tetkója van, és mindegyik igazi őrült. Mindig mondták, hogy a Tottenham-hez kell jönnöm, amire mindig mondtam, hogy én mennék, de ők nem akarnak engem.

Egyszerűen nem tudok éjszakánként aludni. Állandóan a Spurs körül jár az agyam. Mindig is az Észak-londoni derbin akartam játszani, és ez most valóra is válhat október 29-én. Ez egyszerűen csodálatos. A legtöbb, amit kívánhatnék, hogy kifutok a pályára, és győztes gólt szerzek ellenük. Fantasztikus lenne.

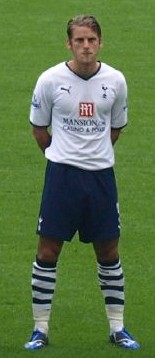
Bentley a Tottenham Hotspur-ben

Első mérkőzésén a Celtic ellen csereként pályára lépve megszerezte első gólját a 79. percben. Első hazai mérkőzésén az olasz AS Roma elleni barátságos mérkőzésen 2008. augusztus 10-én két gólt is szerzett, csapata 5–0-ra győzött. A bajnokságban a 2008-09-es szezon nyitómérkőzésén, a Middlesbrough ellen debütált. Csapata 2–1-re elvesztette a mérkőzést. Első gólját tétmérkőzésen az UEFA-kupa első körében szerezte a Wisla Krakow ellen 2008. szeptember 18-án. A bajnokságban először 2008. október 29-én volt eredményes az észak-londoni derbin az Arsenal ellen az Emirates Stadionban. A mérkőzés 4–4-es döntetlennel ért véget.

### Válogatott
Bentley játszott az angol U15-ös és U16-os válogatottban, az angol U18-asok csapatkapitánya volt, és játszott az angol U21-es válogatottban is, ahol nyolcszor lépett pályára és 4 gólt szerzett. Ő volt az első angol játékos, aki gólt szerzett az új Wembley Stadionban az olasz U21-es válogatott elleni mérkőzésen 2007. március 24-én.
2007 májusában egy jó benyomást keltő 2006-07-es szezon után a Blackburn-ben, behívták az angol 'B' válogatottba az Albánia elleni mérkőzésre. Miután a kezdőcsapatba jelölték, az angol válogatott szövetségi kapitánya, Steve McClaren azt nyilatkozta, Bentley lehet Anglia "új David Beckham-je". A mérkőzésen Bentley szögletéből Stewart Downing szerzett gólt, és segített előkészíteni Downing második gólját is. Anglia 3–1-re győzött. Teljesítményért Mérkőzés Játékosa elismerést kapott. A következő napon Steve McClaren nevezte az angol válogatott 26 játékosból álló keretébe a Brazília elleni barátságos mérkőzésre, és a 2008-as Európa-bajnokság Észtország elleni selejtezőjére is.
2007 júniusában Bentley-t behívták az U21-es válogatottba az U21-es hollandiai Európa-bajnokságra.
A felnőtt válogatottban végül Izrael ellen debütált Shaun Wright-Phillips cseréjeként beállva. Először 2008. február 6-án, egy Svájc elleni barátságos mérkőzésen volt kezdő a válogatottban.

## Statisztika
Utolsó frissítés: 2008. október 26.
| Csapat                 | Szezon   | Bajnokság | Bajnokság | Bajnokság | Kupa  | Kupa | Kupa  | UEFA  | UEFA | UEFA  | Összesen | Összesen | Összesen |
| Csapat                 | Szezon   | Mérk.     | Gól       | Passz     | Mérk. | Gól  | Passz | Mérk. | Gól  | Passz | Mérk.    | Gól      | Passz    |
| ---------------------- | -------- | --------- | --------- | --------- | ----- | ---- | ----- | ----- | ---- | ----- | -------- | -------- | -------- |
| Arsenal                | 2002–03  | 0         | 0         | -         | 1     | 0    | -     | 0     | 0    | 0     | 1        | 0        | -        |
| Arsenal                | 2003–04  | 1         | 0         | -         | 6     | 1    | -     | 1     | 0    | -     | 8        | 1        | -        |
| Norwich City (kölcsön) | 2004–05  | 26        | 2         | 4         | 2     | 0    | -     | 0     | 0    | 0     | 28       | 2        | 4        |
| Blackburn Rovers       | 2005–06  | 29        | 3         | 1         | 6     | 2    | -     | 0     | 0    | 0     | 35       | 5        | 1        |
| Blackburn Rovers       | 2006–07  | 36        | 4         | 11        | 7     | 0    | 0     | 8     | 3    | 2     | 51       | 7        | 13       |
| Blackburn Rovers       | 2007–08  | 37        | 6         | 11        | 4     | 1    | 1     | 5     | 1    | 1     | 46       | 8        | 13       |
| Tottenham              | 2008–09  | 9         | 0         | 1         | 0     | 0    | 0     | 1     | 1    | 0     | 10       | 1        | 1        |
| Összesen               | Összesen |           |           |           |       |      |       |       |      |       | 179      | 24       | 32       |